# Clase Hatakaze
La clase Hatakaze es una serie de destructores de misiles guiados de tercera generación en servicio con la Fuerza Marítima de Autodefensa de Japón (JMSDF). Fueron los primeros navíos de la JMSDF en tener turbina de gas como propulsión. El armamento principal es similar a la del destructor clase Tachikaze, pero se hicieron varias mejoras en muchas áreas. Los más notables son las que permiten a la clase Hatakaze operar como buque de mando de una flota. Normalmente esta función recae en la clase DDH, pero en caso de ausencia del DDH debido a reparaciones, accidente o daños, el diseño Hatakaze permite que funcione como una nave de mando.
Los destructores Hatakaze operan el sistema de control táctico tipo OYQ-4-1. Sus sistemas de armas incluyen el misil estándar tierra-aire, cohetes antisubmarinos, misiles antibuque RGM-84 Harpoon, dos CIWS Mark 15 20 mm, dos montajes de torpedos en una configuración de triple tubo y dos cañones de tiro rápido Mark 42 de 5/54.